# Gerhard Dedeke
Gerhard Dedeke (* 5. Mai 1894 in Gerresheim; † 28. Januar 1962 in Bielefeld) war ein deutscher evangelischer Pfarrer und Gegner der nationalsozialistischen Kirchenpolitik.

## Leben
Gerhard Dedeke war der Sohn des Lehrers Heinrich Dedeke und dessen Frau Emma, geborene Schmidt.
Im Sommersemester 1913 begann er sein Studium an der Theologischen Schule in Bethel und führte es in Halle (Saale) fort, wo er insbesondere durch den reformierten Domprediger und Professor August Lang beeinflusst wurde. Am 1. Mai 1915 unterbrach Dedeke sein Studium, weil er als Soldat im Ersten Weltkrieg eingezogen wurde, und geriet in Kriegsgefangenschaft. Nach der Gefangenschaft studierte er 1919 zunächst erneut in Halle, dann in Utrecht und in Münster. 1922 promovierte er in Halle zum Lizentiaten der Theologie mit der Arbeit Die Protestantischen Märtyrerbücher von Ludwig Rabus, Jean Crespin und Adriaen van Haemstede und ihre gegenseitigen Verhältnisse. 1923 erhielt er die Ordination und bekam am 19. Oktober 1924 die zweite Pfarrstelle der Martini-Gemeinde in Minden, wo er Schriftleiter des Mindener Sonntagsblattes wurde.
Bereits im Juli 1933 opponierte er gegen die nationalsozialistischen „Deutschen Christen“. Im Laufe seines Dienstes in Minden bekam Dedeke Probleme mit den NS-Parteistellen und der Polizei. Da Dedeke die Beschäftigung von Julius Brandt, einem ehemaligen KPD-Funktionär und über 17 Jahre lang inhaftierten Familienvater, als Kindergottesdiensthelfer durchgesetzt hatte, bekam der zunehmend Probleme mit NS-Parteidienststellen und der Polizei. Insbesondere die SS-Zeitschrift „Das Schwarze Korps“ veröffentlichte etliche Hetzartikel gegen ihn. Ein Artikel im „Stürmer“ vom Februar 1937 hatte zur Folge, dass überzeugte Nationalsozialisten ihre Kinder nicht mehr von Dedeke konfirmieren ließen.
Dedeke wurde vom 29. April 1938 bis zum 6. Mai 1938 im Bielefelder Polizeigefängnis wegen der Verteilung von Flugblättern zur Verhaftung Martin Niemöllers inhaftiert. Seine Inhaftierung wurde mit dem angeblichen „Verstoß gegen die Verdunkelungsanordnung“ begründet. Vom 5. März 1941 bis zum 19. Mai 1941 wurde er erneut wegen der angeblichen „Beleidigung von Beamtenkindern“ verhaftet. Während der Haftzeit setzten sich mehrere kirchliche Stellen für ihn ein und nahmen mit der Gestapo in Berlin Kontakt auf. Das Westfälische Konsistorium verhandelte ebenfalls mit der Gestapo in Bielefeld. Nach der Haftentlassung wurde er gegen seinen Willen am 1. Juli 1941 an die Stelle des zweiten Pfarrers in Linden-Dahlhausen zwangsversetzt.
Am 1. September 1946 wurde Dedeke zum Landeskirchenrat in Bielefeld bestellt und am 1. Januar 1949 in diesem Amt bestätigt, das er bis zu seiner Verrentung am 31. Mai 1959 bekleidete.